# Comuna Rokîtne, Kremenciuk
Rokîtne (în ucraineană Рокитне) este o comună în raionul Kremenciuk, regiunea Poltava, Ucraina, formată din satele Onîșcenkî, Peatîhatkî, Rokîtne (reședința), Romankî și Șcerbakî.

## Demografie
Componența lingvistică a comunei Rokîtne
     Ucraineană (93,7%)
     Rusă (6,09%)
     Alte limbi (0,2%)
Conform recensământului din 2001, majoritatea populației comunei Rokîtne era vorbitoare de ucraineană (93,7%), existând în minoritate și vorbitori de rusă (6,09%).